# Lysiteles davidi
Lysiteles davidi là một loài nhện trong họ Thomisidae.
Loài này thuộc chi Lysiteles. Lysiteles davidi được miêu tả năm 2007 bởi Guo Tang et al..